# Корыцин (гмина)
Корыцин (пол. Korycin) — сельская гмина (волость) в Польше, входит как административная единица в Сокульский повет, Подляское воеводство. Население — 3561 человек (на 2004 год).

## Демография
| Перепись                       | Всего   | Всего | Женщины | Женщины | Мужчины | Мужчины |
| ------------------------------ | ------- | ----- | ------- | ------- | ------- | ------- |
| Единицы                        | человек | %     | человек | %       | человек | %       |
| Население                      | 3561    | 100   | 1770    | 49,7    | 1791    | 50,3    |
| Плотность населения (чел./км²) | 30,4    | 30,4  | 15,1    | 15,1    | 15,3    | 15,3    |

## Поселения
1. Ауляковщызна
2. Бялысточек
3. Бомбля
4. Борек
5. Броды
6. Чарлёна
7. Длуги-Луг
8. Дзенчолувка
9. Горщызна
10. Корыцин
11. Круковщызна
12. Кумяла
13. Лясковщызна
14. Ломы
15. Лосинец
16. Мелевщызна
17. Мельники
18. Новинка
19. Ольшинка
20. Остра-Гура
21. Попёлувка
22. Пшеславка
23. Ромашкувка
24. Рудка
25. Рыкачево
26. Скиндзеж
27. Сток
28. Шацилувка
29. Шумово
30. Войтахы
31. Вылудки
32. Вылуды
33. Высюлки
34. Высоке
35. Забродзе
36. Загуже
37. Закале
38. Засточе

## Соседние гмины
1. Гмина Чарна-Белостоцка
2. Гмина Янув
3. Гмина Ясёнувка
4. Гмина Ясвилы
5. Гмина Суховоля